# Сиди (Италия)
 Тази статия е за селото в Италия.  За селото в Китай вижте Сиди (Китай).  
Сѝди (на италиански и на сардински: Siddi) е село и община в Южна Италия, провинция Южна Сардиния, автономен регион и остров Сардиния. Разположено е на 184 m надморска височина. Населението на общината е 708 души (към 2010 г.).